# Джон Пилджър
Джон Пилджър (на английски: John Richard Pilger, 9 октомври 1939 г., Сидни, Австралия) е австралийски кинорежисьор, сценарист, журналист и обществен деятел. Получава огромна известност със своите репортажи и документални филми от различни горещи точки по света: Виетнам, Камбоджа, Никарагуа, Източен Тимор, Египет, Индия, Бангладеш, Биафра. Два пъти става журналист на годината във Великобритания.

## Биография
Джон Пилджър се ражда през 1939 г. в Бонди, предградие на Сидни (Австралия). Семейството му е с немски, ирландски и английски корени. Брат му Греъм (1932 – 2017) защитава правата на хора с ограничени възможности и е съветник на лейбъристкото правителство на Гоф Уитлам.
В горните класове на средното училище (Sydney Boys High School) участва в редакцията на училищния вестник „Messenger“. През 1958 г. започва работа като куриер, а след това и репортер в „Sydney Sun“. В началото на 1960-те години започва работа в английския вестник „Daily Mirror“. От това време живее в Англия. Става един от водещите репортери на този вестник, специализира по социалните въпроси.
Бил е военен кореспондент във Виетнам, Камбоджа, Египет, Индия, Бангладеш, Биафра. Заснема десетки документални филми, които винаги се оказват в центъра на вниманието и понякога първи достигат до широката общественост сведенията за трагични събития, когато официалните средства за масова информация запазват пълно мълчание. Свидетел е на убийството на Робърт Кенеди на 5 юни 1968 г.